# José Pina Delgado
José Pina Delgado, nascido José Manuel Avelino de Pina Delgado (Lisboa, 14 de novembro de 1975), é um jurista, académico, docente universitário e magistrado. É o segundo presidente eleito (19 de dezembro de 2022) do Tribunal Constitucional de Cabo Verde , empossado a 18 de janeiro de 2023, sucedendo o seu antecessor João Pinto Semedo, que ocupava o cargo desde 2015. Também exerce as funções de juiz conselheiro deste tribunal (empossado a 14 de maio de 2015) desde a sua instalação a 15 de outubro de 2015.
É Doutor em Direito Público pela Faculdade de Direito da Universidade Nova de Lisboa e professor no Instituto Superior de Ciências Jurídicas e Sociais (ISCJS);

## Biografia
José Pina Delgado é filho único de Manuel Jesus do Nascimento Delgado, economista e antigo juiz do Tribunal de Contas, natural de Santo Antão e da empresária Nilda Anita Avelino Gomes de Pina, natural da ilha do Fogo. Casado com a advogada brasileira e também professora universitária Liriam Kiyomi Tiujo Delgado, é pai de Martina Isabela Tiujo de Pina Delgado e Tobias José Tiujo de Pina Delgado.
Por obra do acaso, Pina Delgado nasceu em Portugal, mas com pouco tempo de vida foi levado para Cabo Verde, onde vive toda sua vida até partir para o Brasil, país onde irá realizar os seus estudos universitários.

## Percurso Académico
Fez os seus estudos primários e secundários na antiga Escola Grande e no Liceu Domingos Ramos designadamente, ambos na cidade da Praia, Cabo Verde.
Depois de concluir o secundário, desloca-se para o Brasil afim de realizar a sua licenciatura em Direito (1995-1999) pelo departamento de Direito, Centro de Ciências Sociais Aplicadas da Universidade Estadual de Maringá, no Paraná, Brasil, onde teve o seu trabalho de final de curso “Intervenção do Estado na Economia: uma Análise da Regulamentação das Concentrações de Empresas”, sido aprovado com a nota 9,5/10.
Pós-Graduado em Filosofia Política e Ética (2000-2001) pelo Departamento de Filosofia, Centro de Ciências Humanas da Universidade Estadual de Londrina no Estado do Paraná, Brasil, concluiu a sua monografia “As Relações Internacionais em Al-Farabi e Kant: Cosmopolitismo, Paz, Guerra e Tolerância na Tradição Filosófica Árabe e Ocidental”, com nota máxima de 10/10.
Ainda em 2001, inicia o seu mestrado em Direito, curso de Pós-Graduação em Direito no Centro de Ciências Jurídicas da Universidade Federal de Santa Catarina em Florianópolis, concluindo em 2003, onde mais uma vez teve a sua dissertação “Regulação do Uso da Força no Direito Internacional e Legalidade das Intervenções Humanitárias Unilaterais” sido aprovada com distinção e louvor, com a nota máxima 10/10.
Fez o curso de Direito Internacional Público em 2005, na Academia de Direito Internacional de Haia, nos Países Baixos.
Em 2017 conclui o seu doutoramento em Direito, especialidade de Direito Público, na Faculdade de Direito da Universidade Nova de Lisboa em Portugal, com a sua tese “Regulando a Guerra Justa e o Imperialismo Civilizatório: Um Estudo Histórico e Jurídico sobre os Desafios Colocados ao Direito Internacional e ao Direito Constitucional pelas Intervenções Humanitárias (Unilaterais)” aprovada com distinção por unanimidade.
José Pina Delgado tem como áreas de interesse Direito Internacional Público, Direito Constitucional, Direito Administrativo e Reforma do Estado, Filosofia Política e Teoria do Estado, Ética, Segurança Internacional, Regional e Interna, Direitos Humanos, História do Direito, Filosofia do Direito e Relações Internacionais.

## Carreira
Concluindo os seus estudos no Brasil, regressa para Cabo Verde onde dá início a sua vida profissional em 2003, como jurista no Comité Nacional para os Direitos Humanos.
Entre 2003 a 2004 desempenhou o cargo de assessor jurídico do gabinete da ministra, no Ministério da Justiça e Administração Interna, depois (2004 a 2006) foi assessor jurídico do gabinete da ministra no Ministério da Justiça e em 2006 foi assessor jurídico no gabinete da ministra do Conselho de Ministros, Reforma do Estado e Defesa Nacional.
De 2006 a 2007 torna-se consultor jurídico e de segurança no Ministério da Defesa Nacional e consultor na unidade de coordenação da reforma do Estado, chefia do Governo.
Ainda em 2006, integrou o corpo docente do ISCJS, desde a sua abertura como coordenador do curso de licenciatura em Direito e professor graduado de Teoria Jurídica e Direito Público do curso de Direito, detendo a regência das seguintes disciplinas: História das Instituições Jurídicas e Políticas; Direito Internacional; Direitos Fundamentais; Filosofia do Direito (2011-2014).
Ainda como docente, volta novamente em 2009 a consultoria jurídica e de segurança no Ministério da Defesa Nacional, onde permanece até 2011.
A partir de 2010, com a abertura do curso de Relações Internacionais & Diplomacia no ISCJS torna-se também regente das disciplinas de: Direito Internacional – parte geral; Direito da Segurança Internacional; Direito Internacional de Proteção da Pessoa Humana no Departamento de Direito e Estudos Internacionais.
Lecionou igualmente Teorias da Justiça nos mestrados em Direito Privado e Processo Civil, e em Direito Público.
Em 2011 é nomeado presidente do ISCJS, função que exerceu até maio de 2015, com a sua nomeação para o cargo de juiz conselheiro do Tribunal Constitucional. Continuou parte do corpo docente, na qualidade de professor graduado até 2017 e desde então na qualidade de professor auxiliar.

## Tribunal Constitucional

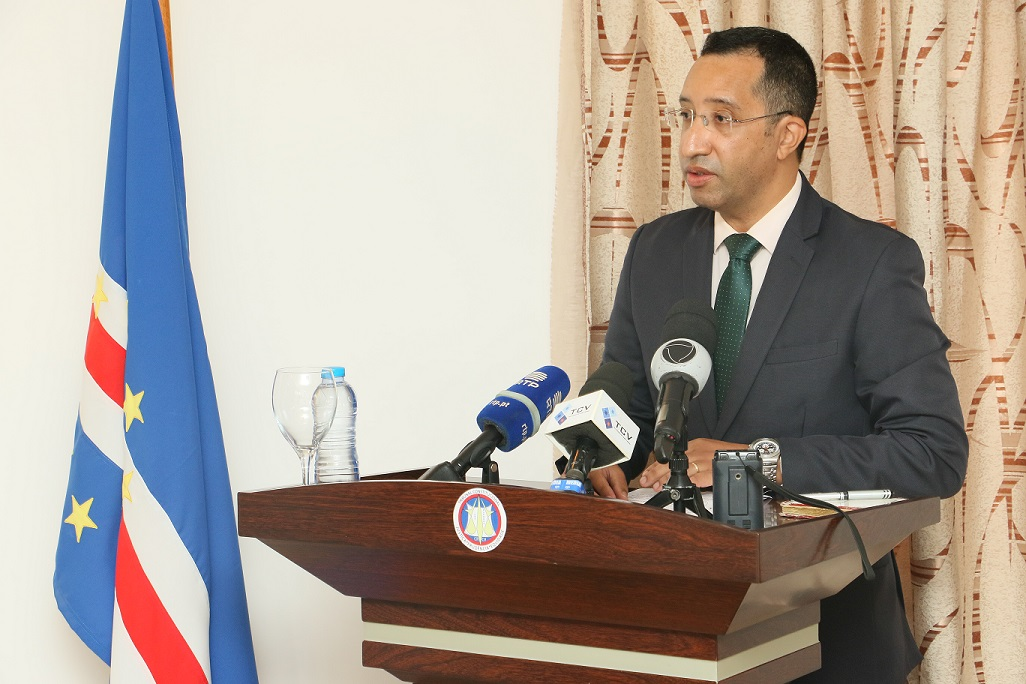
JPD no seu discurso de tomada de posse, na sala de audiências do Tribunal Constitucional - 18/01/2023

Em 2015, é designado para o cargo de juiz conselheiro pela Assembleia Nacional, como um dos três juízes efetivos do Tribunal Constitucional conjuntamente a mais dois substitutos. É empossado a 14 de maio do mesmo ano pelo então Presidente da Republica Jorge Carlos Fonseca e eleito igualmente para o seu conselho administrativo.
A 19 de dezembro de 2022 é eleito por unanimidade, aos 47 anos, o segundo presidente do Tribunal Constitucional de Cabo Verde, substituindo João Pinto Semedo (que se encontrava no cargo desde 2015) e toma posse um mês depois, a 18 de janeiro de 2023, cargo que exerce até a presente data.

## Academia
Embora tenha integrado o corpo docente do ISCJS em 2006, os primeiros passos na carreira de docência e talvez a descoberta da afeição por esse ofício tenha começado ainda no Brasil em 1999, onde é convidado para lecionar num minicurso “A Filosofia e o seu Ensino”, no núcleo de estudos filosóficos, Centro de Ciências Humanas, Letras e Artes da Universidade Estadual de Maringá, no Paraná.
Entre 2001 a 2003 foi investigador, na área de Direito e Relações Internacionais, no centro de ciências jurídicas, na Universidade Federal de Santa Catarina em Florianópolis e paralelamente a isso (mais precisamente 2001-2002) foi também assistente estagiário de Direito Internacional Público.
Já em Cabo Verde foi professor convidado, para doutrinar as disciplinas de Axiologia e Ética e de Filosofia Social e Política, no departamento de História e Filosofia no Instituto Superior de Educação de 2003 a 2006.
Lecionou o módulo sobre as instituições da República, como professor convidado, no curso “Democracia, Constituição e Cidadania” realizado pela Fundação Direito e Justiça em 2006 na cidade da Praia.
Em 2008 foi professor convidado do Jus Gentium Conimbrigae, na Faculdade de Direito da Universidade de Coimbra em Portugal.
Um ano depois (2009), foi convidado a lecionar Teoria Política & Filosofia Social, e Política na Unidade de Educação e Ciências Humanas, Universidade de Santiago em Assomada, Cabo Verde.
E em 2010 foi formador de Direitos Humanos no curso de ponto focais da Comissão Nacional para os Direitos Humanos e a Cidadania, na cidade da Praia.
Entre 2006 e 2017 foi professor graduado de Direito Público e Teoria do Direito licenciatura em Direito/licenciatura e Relações Internacionais, ISCJS, contendo a regência das disciplinas de História das Instituições Jurídicas e Políticas, Direito Internacional, Direitos Fundamentais, Direito da Segurança Internacional, Direito Internacional de Proteção da Pessoa Humana; já regeu Filosofia do Direito entre 2011 e 2014, e lecionou Teorias da Justiça nos mestrados em Direito Privado e Processo Civil, e em Direito Público). Em 2017 torna-se professor auxiliar nas referidas disciplinas, em ambos os cursos.
Antes de assumir a presidência do ISCJS (2011 a 2015), ocupou outros cargos académicos como coordenador do curso de Direito (de 2006 e 2010) e chefe de departamento de Direito e de Estudos Internacionais entre 2009 e 2011.
José Pina Delgado tem uma vasta carreira académica, desde investigador, formador a professor universitário, o que lhe permitiu publicar vários artigos académicos das mais diferentes áreas como Direito Público, Direitos Humanos e Teoria Jurídica, e redigir importantes instrumentos jurídicos designadamente o I Relatório Nacional de Direitos Humanos, II Plano Nacional de Direitos Humanos da Ação de Cabo Verde, regulamentos da assistência judiciária legislação e um projeto de lei sobre asilo.